# Hydroporus tristis
Hydroporus tristis är en skalbaggsart som först beskrevs av Gustaf von Paykull 1798.  Hydroporus tristis ingår i släktet Hydroporus och familjen dykare. Arten är reproducerande i Sverige. Inga underarter finns listade i Catalogue of Life.

## Bildgalleri

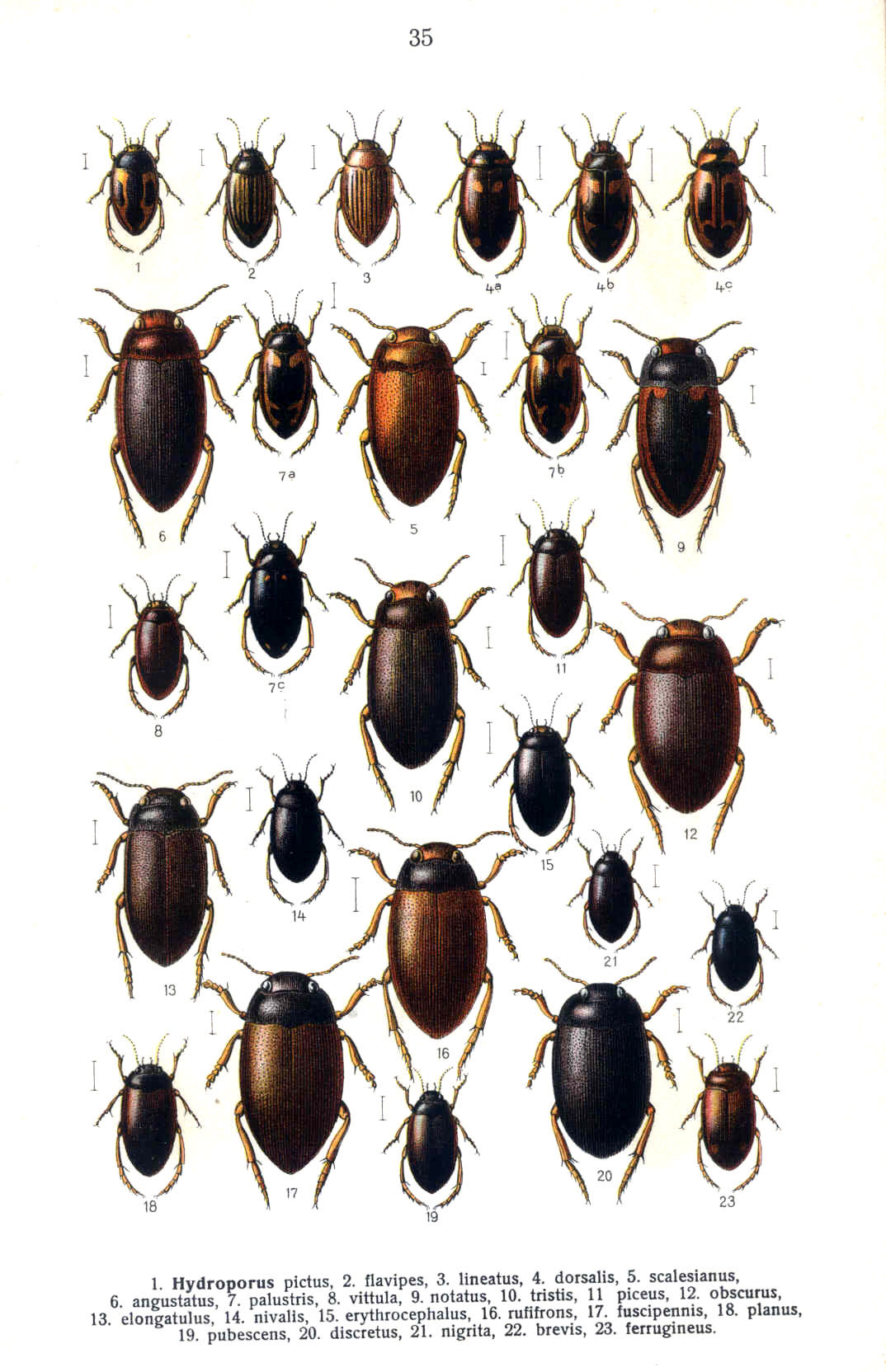
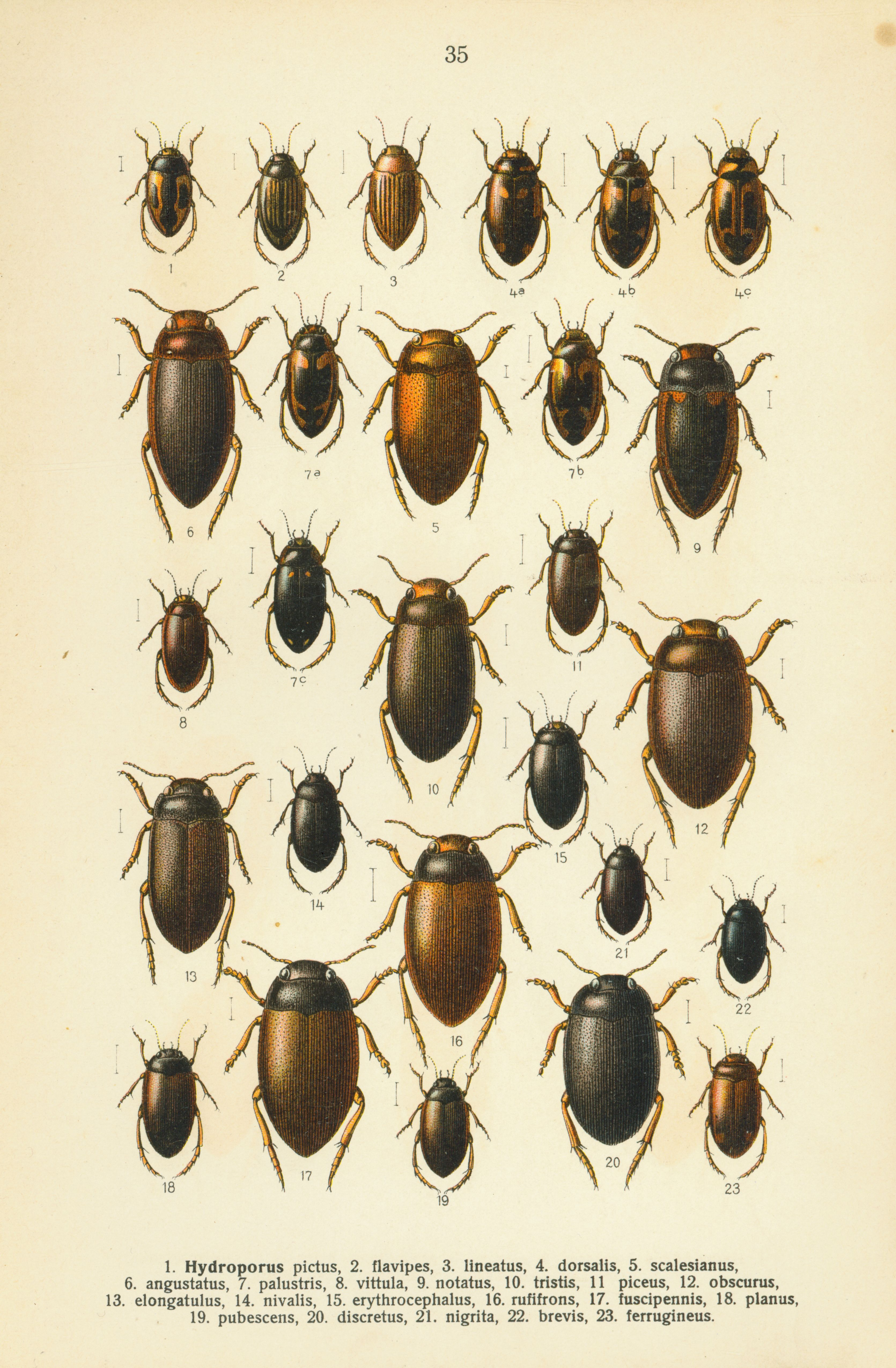